# Jean-Jules Feuillet
Pour les articles homonymes, voir Feuillet.
Jean-Jules Feuillet, né à Perrigny (Jura) le 2 juillet 1817 et mort le 1er juillet 1891 à Alger, est un médecin et homme politique français, maire d'Alger entre 1878 et 1881.

## Biographie
Né le 2 juillet 1817, Jean-Jude (plus tard prénommé Jean-Jules) est le fils de Pierrette-François Émery, institutrice, et de Jean-Ignace Feuillet, instituteur à Perrigny.
Après des études classiques à Lons-le-Saunier, il étudie la médecine à Besançon puis à Paris. Engagé dans l'armée comme médecin militaire vers 1839, il sert en Algérie pendant une douzaine d'années.
Républicain, il quitte l'armée après le coup d'État du 2 décembre 1851 et s'installe à Alger, où il pratique la médecine générale ainsi que l'homéopathie. Auteur de plusieurs publications, il a notamment réalisé une vaste étude sur l'influence du climat algérien sur la phtisie pulmonaire.
Sous le Second Empire, Feuillet est lié aux activités politiques des républicains algérois aux côtés de Romuald Vuillermoz, originaire comme lui du Jura et qui sera nommé maire d'Alger après la chute du régime bonapartiste. Feuillet assiste son ami en tant que conseiller municipal.
En février 1878, le docteur Feuillet est nommé maire d'Alger. Sous son mandat, qui prend fin en 1881, les ressources budgétaires sont augmentées de 300 000 francs, les écoles sont laïcisées, les eaux Boensch sont amenées en ville, un service médical est organisé pour les indigents, et la canalisation des eaux de l'oued Mokta est mise à l'étude. C'est également sous son mandat que sont inaugurés le marché de la place de la Lyre (1878) et le boulevard Valée (1880), que la rue Clauzel est ouverte sur le square, et que des trottoirs et un égout collecteur sont construits au faubourg de Bab El Oued.
Le 26 septembre 1880, Feuillet est élu conseiller général dans la 2e circonscription d'Alger en remplacement de Ferdinand Lelièvre et siège au Conseil supérieur de gouvernement entre 1880 et 1882. Radical, il est battu par le journaliste opportuniste Joseph-François Aumerat (d) en septembre 1883. Il est vaincu une seconde fois par Aumerat lors du scrutin de 1889.
Âgé de près de 74 ans, Jean-Jules Feuillet meurt le 1er juillet 1891 au no 5 de la rue Bab-el-Oued.